# Лутер, Янис
Янис Лутер (латыш. Jānis Luters, псевдоним — Бобис (латыш. Bobis), 5 февраля 1883 — 18 января 1938) — латышский революционер, один из основателей Социал-демократии Латышского края, руководитель её вооружённого крыла.

## Биография
Родился в волости Саукас Фридрихштадтского уезда Курляндской губернии. Осенью 1900 года Янис Лутер начал учиться в Валкской учительской семинарии, которая в то время работала в Риге. Многие студенты семинарии были членами социал-демократических кружков, читали нелегальную литературу социал-демократов.
В 1903 году он вступил в партию большевиков. Янис Лутер позже вспоминал: «Мы очень хорошо знали и чувствовали тяжкое бремя труда рабочих и плохие условия жизни, как на фабриках, так и на селе. Это бремя несли наши родители, под давлением этого бремени мы сами уже с детских лет учились познавать жизнь рабочего человека».
В возрасте 19 лет Янис Лутер стал первым профессиональным революционером в рядах социал-демократов Прибалтики. В 1904 году он возглавил организацию ЛСДРП в Либаве.
Будучи организатором, руководителем и участником борьбы с царскими властями, Янис Лютер стал одним из героев революции 1905 года и вошёл в боевую организацию ЛСДРП. Соратники характеризовали его как хладнокровного, отчаянного и смелого подпольщика, великолепного конспиратора. По инициативе Яниса Лютера в декабре 1905 года была проведена боевая операция по захвату оружия и уничтожению отряда драгун (караульной команды) на рижском заводе «Проводник».
За рижское нападение Янис Лутер долгое время находился в розыске и 13 января 1906 года вместе с другими соратниками был арестован в Риге во время облавы в народной столовой «Аустра». А 17 января после штурма охранки его друзьями Янис Лутер бежал.
О побеге Николаю II написал начальник Рижского гарнизона генерал-майор Нарбут: «Вашему Императорскому Величеству всеподданнейше доношу, что сегодня, 17 января, в 8 часов 15 минут утра в городское полицейское управление пришло четыре вооруженных злоумышленника; проникли в сыскное отделение, напали на стражу полицейского управления и сыскного отделения, причем выстрелами из револьверов были ранены два нижних чина 116-го пехотного Малоярославского полка и один городовой. Присутствовавшие тут же полицейские чины разбежались, вследствие чего злоумышленники освободили 6 человек из числа арестованных и вместе с ними скрылись. О происшествии проводится дознание».
13 февраля группа боевиков из 12 человек во главе с Янисом Лутером совершила ограбление отделения Государственного банка Российской империи в Гельсингфорсе. В ходе акции и в попытках избежать ареста были убиты 4 человека и ранены 10. За исключением денег, которые были изъяты у арестованных членов группы, партия большевиков получила более 100 тысяч рублей, которые в том числе пошли на закупку оружия. На эти деньги в Гамбурге были куплены 500 маузеров, патроны и взрывчатка для латвийских боевиков.
По поддельным документам на имя Юриса Крауле Янис Лутер поступил в Коммерческий институт в Москве. В 1907 году он женился на студентке Иоганне Хиршберг. В семье родилось двое сыновей — Юрий и Анатолий.
В 1912 году Лутер был арестован «за революционную работу» в Петрограде и провел в тюрьме три месяца.
После 1917 года в России Иван (Янис) Лутер начал работать в советских внешнеторговых организациях, руководил в Ленинграде различными организациями: конторой мельниц и складов Мордуха, предприятием Севмука, русско-германским транспортным обществом, англо-русским обществом «Аркос». Последним местом службы была должность управляющего трестом «Союзлесотара». Был депутатом латвийской секции Коминтерна.
Написал мемуары «Моя профессия — революционер».
Арестован НКВД во время «Латвийской операции» 1937 года, обвинен в участии в руководстве Ленинградским латвийским националистическим центром, 18 января 1938 года расстрелян на Левашовской пустоши.